# 西アフリカ諸国経済共同体
西アフリカ諸国経済共同体（にしアフリカしょこくけいざいきょうどうたい、英: Economic Community of West African States、仏: Communauté économique des États de l'Afrique de l'Ouest）は、1975年のラゴス条約に基づき設立された経済共同体。略称は英語でECOWAS、仏語ではCEDEAO。

## 目的
関税障壁の撤廃や貿易振興などを通じた経済協力、独立の保障などを通じて、加盟国の経済・生活水準向上や政治的安定を図ることを目的とする。また域内の治安維持、紛争防止などの抑止力及び実際に使用される実力として、一定の統合軍事力を保有。加盟国間の経済統合や政治的協調をさらに推し進めるため、1993年に修正西アフリカ諸国経済共同体条約が調印された。

## 加盟国
2025年1月末時点で加盟国は12か国（資格停止含む）。1975年の創設時は後に脱退した4か国を含めた15か国で、1977年にカーボベルデが加入した。
2000年12月にモーリタニアが脱退した。また2009年にはニジェールが、2021年にはマリ共和国とギニア、2022年にはブルキナファソがクーデターを理由に資格を停止されている。2010年にはコートジボワールが大統領選挙の結果を認めないとして資格を停止された。
2024年1月28日にマリ、ブルキナファソ、ニジェールが脱退を宣言し、2025年1月29日に脱退が正式に承認された。ただしこれらの国々のECOWASのロゴ入りパスポート・身分証明書は別途指示があるまで引き続き使用できる。
モロッコは2017年2月に加盟を申請し、2017年6月4日に受理されたものの、経済的・政治的問題により加盟プロセスは停滞している。
- ベナン
- カーボベルデ
- ガンビア
- ガーナ
- ギニアビサウ
- コートジボワール
- リベリア
- ナイジェリア
- セネガル
- シエラレオネ
- トーゴ

### 加盟資格停止国
- ギニア - 2021年9月10日より、2021年9月軍事クーデターによる[9]。

### 脱退国
- モーリタニア - 1999年12月に脱退を発表、2000年12月26日に正式に脱退[10]。2017年8月に準加盟協定に署名[11]。
- マリ - 2021年6月1日より2021年軍事クーデター（英語版）により資格停止処分となり[12]、2024年1月28日に脱退を発表[6]。2025年1月29日に正式に脱退[7]。
- ブルキナファソ - 2022年1月31日より2022年軍事クーデターにより資格停止処分となり[13]、2024年1月28日に脱退を発表[6]。2025年1月29日に正式に脱退[7]。
- ニジェール - 2023年8月22日より2023年軍事クーデターにより資格停止処分となり[14]、2024年1月28日に脱退を発表[6]。2025年1月29日に正式に脱退[7]。

## 機構
- 首脳会議：西アフリカ諸国経済共同体の最高意思決定機関。少なくとも年1回開催され、議長国は互選。
- 委員会：西アフリカ諸国経済共同体の事務局。
- 閣僚会議：年2回開催。西アフリカ諸国経済共同体の実務的運営を担当。
- 西アフリカ諸国経済共同体監視団 (平和維持軍、ECOMOG) ：域内安定のために各国が編成する統合軍事力。紛争を抱える加盟国に派遣され、紛争予防や平和維持を図る。

## 本部
本部はナイジェリアの首都であるアブジャで三つの建物に分かれていたが、2018年3月に中国の援助で一つに統合した新本部を建設することが決まった。

## 活動
1993年西アフリカ経済条約調印される。
2002年10月、コートジボワール内戦の調停に入り、反乱軍のコートジボワール愛国運動 (MPCI) との間に休戦協定が成立した。
2003年以来、リベリアやコートジボワールの紛争に西アフリカ諸国経済共同体監視団 (ECOMOG) を派遣するなど、経済統合より域内での紛争解決の役割が目立っている。
2012年のマリにおける軍事クーデターでは、制裁を課した。クーデターの収束後は、マリ北部紛争対応のため、アフリカ主導マリ国際支援ミッションを編成しマリ政府を支援している。
2016年12月のガンビア大統領選挙で当選したアダマ・バロウに対してヤヒヤ・ジャメ大統領が政権交代を拒否したことを受け、翌2017年1月にガンビアへの軍事介入を開始してナイジェリアの軍艦（056型コルベット）を展開させ、セネガル、ガーナ、マリ、トーゴ、ナイジェリアの地上部隊も進駐させてジャメ大統領を退陣に追い込んだ。
2019年6月29日、ナイジェリアの首都アブジャで首脳会議が行われ、2020年までに共通通貨の導入を目指すとしており、共通通貨の名称を「ECO」にすると決定した。そのうち8カ国はCFAフランを使用していたが、2019年12月21日、8カ国とフランスは、ECO移行後はCFAフラン使用国に課せられている、外貨準備高のうち50%をフランスの管理下に置くという規定から外すことで合意した。
2020年8月18日に発生したマリにおける軍事クーデターでは、発生当初からクーデター勢力を非難。大統領や首相など拘束した全員の即時解放を求めるとともに、加盟国がマリとの国境を閉鎖することとした。2022年にブルキナファソ、2023年にニジェールでも軍事クーデターが発生すると、ECOWASはこれらの加盟資格も停止した。またニジェールに関しては軍事政権に経済制裁を行い、また民政復帰のために軍事介入をちらつかせたが、マリとブルキナファソは軍事政権を支持した。この3か国は2024年1月に脱退を宣言（翌年に承認）し、7月には事実上の対抗組織となるサヘル諸国同盟を結成するなど反ECOWAS色を強めている。

## 歴代議長
| 代 | 名前                             | 出身国           | 就任日         | 退任日         |
| -- | -------------------------------- | ---------------- | -------------- | -------------- |
| 1  | ニャシンベ・エヤデマ             | トーゴ           | 1977年         | 1978年         |
| 2  | オルシェグン・オバサンジョ       | ナイジェリア     | 1978年         | 1979年         |
| 3  | レオポール・セダール・サンゴール | セネガル         | 1979年         | 1980年         |
| 4  | ニャシンベ・エヤデマ             | トーゴ           | 1980年         | 1981年         |
| 5  | シアカ・スティーブンス           | シエラレオネ     | 1981年         | 1982年         |
| 6  | マチュー・ケレク                 | ベナン           | 1982年         | 1983年         |
| 7  | セク・トゥーレ                   | ギニア           | 1983年         | 1984年         |
| 8  | ランサナ・コンテ                 | ギニア           | 1984年         | 1985年         |
| 9  | ムハンマド・ブハリ               | ナイジェリア     | 1985年         | 1985年8月27日  |
| 10 | イブラヒム・ババンギダ           | ナイジェリア     | 1985年8月27日  | 1989年         |
| 11 | ダウダ・ジャワラ                 | ガンビア         | 1989年         | 1990年         |
| 12 | ブレーズ・コンパオレ             | ブルキナファソ   | 1990年         | 1991年         |
| 13 | ダウダ・ジャワラ                 | ガンビア         | 1991年         | 1992年         |
| 14 | アブドゥ・ディウフ               | セネガル         | 1992年         | 1993年         |
| 15 | ニセフォール・ソグロ             | ベナン           | 1993年         | 1994年         |
| 16 | ジェリー・ローリングス           | ガーナ           | 1994年         | 1996年7月27日  |
| 17 | サニ・アバチャ                   | ナイジェリア     | 1996年7月27日  | 1998年6月8日   |
| 18 | アブドゥルサラミ・アブバカール   | ナイジェリア     | 1998年6月9日   | 1999年         |
| 19 | ニャシンベ・エヤデマ             | トーゴ           | 1999年         | 1999年         |
| 20 | アルファ・ウマル・コナレ         | マリ             | 1999年         | 2001年12月21日 |
| 21 | アブドゥライ・ワッド             | セネガル         | 1989年12月21日 | 2003年1月31日  |
| 22 | ジョン・アジェクム・クフォー     | ガーナ           | 2003年1月31日  | 2005年1月19日  |
| 23 | タンジャ・ママドゥ               | ナイジェリア     | 2005年1月19日  | 2007年1月19日  |
| 24 | ブレーズ・コンパオレ             | ブルキナファソ   | 2007年1月19日  | 2008年12月19日 |
| 25 | ウマル・ヤラドゥア               | ナイジェリア     | 2008年12月19日 | 2010年2月18日  |
| 26 | グッドラック・ジョナサン         | ナイジェリア     | 2010年2月18日  | 2012年2月17日  |
| 27 | アラサン・ワタラ                 | コートジボワール | 2012年2月17日  | 2014年3月28日  |
| 28 | ジョン・ドラマニ・マハマ         | ガーナ           | 2014年3月28日  | 2015年5月19日  |
| 29 | マッキー・サル                   | セネガル         | 2015年5月19日  | 2016年6月4日   |
| 30 | エレン・ジョンソン・サーリーフ   | リベリア         | 2016年6月4日   | 2017年6月4日   |
| 31 | フォール・ニャシンベ             | トーゴ           | 2017年6月4日   | 2018年7月31日  |
| 32 | ムハンマド・ブハリ               | ナイジェリア     | 2018年7月31日  | 2019年6月29日  |
| 33 | マハマドゥ・イスフ               | ニジェール       | 2019年6月29日  | 2020年6月2日   |
| 34 | ナナ・アクフォ＝アド             | ガーナ           | 2020年6月2日   | 2022年7月3日   |
| 35 | ウマロ・シソコ・エンバロ         | ギニアビサウ     | 2022年7月3日   | 2023年7月9日   |
| 36 | ボラ・ティヌブ                   | ナイジェリア     | 2023年7月9日   | （現職）       |